# 山崎剛
山崎 剛（やまざき たけし、1977年5月25日 - ）は、日本の男性総合格闘家。千葉県鎌ケ谷市出身。千葉県立松戸六実高等学校、東京福祉商経専門学校卒業。リバーサルジム新宿 Me,We主宰。

## 来歴
高校在学中に柔道を学び修斗、リングス、UWFインターナショナルを通じて格闘技に魅せられ、卒業と同時に正道会館柔術クラスに入門。菊田早苗、佐々木有生らと出会う。
ブラジリアン柔術の練習に明け暮れ、2000年1月23日のアブダビコンバット日本予選では77kg未満級に出場。準決勝で五味隆典に敗れるも3位入賞。
2001年にGRABAKA所属となった。
2001年4月8日、修斗で総合格闘家デビューを果たした。
2001年10月23日、修斗で杉江"アマゾン"大輔と対戦し、腕ひしぎ十字固めで一本勝ち。
2002年4月21日、修斗で川尻達也と対戦、0-3の判定負け。
2005年3月12日、D.O.Gの旗揚げ興行に出場。飯田崇人にチョークスリーパーで一本勝ち。
2005年9月3日、DEEP 20 IMPACTにおいて「全面対抗戦 DEEP戦士 vs. GRABAKA」と銘打った3対3の対抗戦に大将として出場。Barbaro44を飛びつきからのチョークスリーパーで一本勝ち。GRABAKAを勝利に導いた。
2005年10月28日、DEEP 21 IMPACTで行なわれたフェザー級（-65kg）トーナメント1回戦でマイク・トーマス・ブラウンと対戦し、0-3の判定負けを喫した。
2006年10月10日、DEEP 26 IMPACTのDEEPフェザー級タイトルマッチで王者の今成正和に挑戦し、ペダラーダでKO負けを喫し王座獲得に失敗した。
2008年2月11日、CAGE FORCE EX -eastern bound-のフェザー級王座決定トーナメント1回戦で尾崎大海と対戦し、チョークスリーパーで一本勝ち。
2008年5月11日、DREAM初出場となったDREAM.3で昇侍と対戦し、3-0の判定勝ち。DREAM初のフェザー級マッチとなった。
2008年7月21日、DREAM.5で所英男と対戦し、0-3の判定負け。
2008年9月27日、CAGE FORCE 08のフェザー級王座決定トーナメント準決勝で星野勇二と対戦し、チキンウィングアームロックで一本負け。
2009年6月30日、DEEP 42 IMPACTで宮田和幸と対戦し、判定負け。
2009年12月19日、DEEP初のケージ大会となったDEEP CAGE IMPACT 2009で北田俊亮と対戦し、1-1の判定ドロー。
2011年10月15日、GRABAKA LIVE! 1st CAGE ATTACKで三島☆ド根性ノ助と対戦し、判定負け。

## 戦績
| 総合格闘技 戦績 | 総合格闘技 戦績 | 総合格闘技 戦績 | 総合格闘技 戦績 | 総合格闘技 戦績 | 総合格闘技 戦績 | 総合格闘技 戦績 |
| --------------- | --------------- | --------------- | --------------- | --------------- | --------------- | --------------- |
| 30 試合         | (T)KO           | 一本            | 判定            | その他          | 引き分け        | 無効試合        |
| 15 勝           | 1               | 8               | 6               | 0               | 3               | 0               |
| 12 敗           | 2               | 1               | 9               | 0               | 3               | 0               |

| 勝敗 | 対戦相手                     | 試合結果                                    | 大会名                                                                 | 開催年月日     |
| ×    | 三島☆ド根性ノ助              | 5分2R終了 判定0-3                           | GRABAKA LIVE! 1st CAGE ATTACK                                          | 2011年10月15日 |
| ○    | 津田勝憲                     | 1R 1:33 TKO（タオル投入：腕ひしぎ十字固め） | DEEP 52 IMPACT                                                         | 2011年2月25日  |
| ×    | 大塚隆史                     | 5分3R終了 判定0-3                           | DEEP 46 IMPACT                                                         | 2010年2月28日  |
| △    | 北田俊亮                     | 5分3R終了 判定1-1                           | DEEP CAGE IMPACT 2009 第2部                                            | 2009年12月19日 |
| ×    | 宮田和幸                     | 5分3R終了 判定0-2                           | DEEP 42 IMPACT                                                         | 2009年6月30日  |
| ×    | 星野勇二                     | 3R 3:23 チキンウィングアームロック          | CAGE FORCE 08 【フェザー級王座決定トーナメント 準決勝】                | 2008年9月27日  |
| ×    | 所英男                       | 2R（10分/5分）終了 判定0-3                  | DREAM.5 ライト級グランプリ2008 決勝戦                                  | 2008年7月21日  |
| ○    | 昇侍                         | 2R（10分/5分）終了 判定3-0                  | DREAM.3 ライト級グランプリ2008 2nd ROUND                               | 2008年5月11日  |
| ○    | 尾崎大海                     | 2R 2:30 チョークスリーパー                  | CAGE FORCE EX -eastern bound- 【フェザー級王座決定トーナメント 1回戦】 | 2008年2月11日  |
| ○    | 吉田幸治                     | 5分2R終了 判定2-0                           | DEEP 32 IMPACT                                                         | 2007年10月9日  |
| ○    | 北田俊亮                     | 5分2R終了 判定2-0                           | DEEP 31 IMPACT                                                         | 2007年8月5日   |
| ×    | 志田幹                       | 5分2R終了 判定0-2                           | DEEP 28 IMPACT                                                         | 2007年2月16日  |
| ×    | 今成正和                     | 3R 1:49 KO（蹴り上げ）                      | DEEP 26 IMPACT 【DEEPフェザー級タイトルマッチ】                        | 2006年10月10日 |
| ○    | 杉内勇                       | 5分2R終了 判定3-0                           | DEEP 25 IMPACT                                                         | 2006年8月4日   |
| ○    | 宮川博孝                     | 1R 4:44 腕ひしぎ十字固め                    | DEEP 24 IMPACT                                                         | 2006年4月11日  |
| ○    | 松下剛士                     | 2R 4:44 腕ひしぎ十字固め                    | DEEP 22 IMPACT 【フェザー級トーナメント リザーブマッチ】               | 2005年12月2日  |
| ×    | マイク・トーマス・ブラウン   | 5分3R終了 判定0-3                           | DEEP 21 IMPACT 【フェザー級トーナメント 1回戦】                        | 2005年10月28日 |
| ○    | Barbaro44                    | 1R 4:30 チョークスリーパー                  | DEEP 20th IMPACT                                                       | 2005年9月3日   |
| ○    | 飯田崇人                     | 2R 3:52 チョークスリーパー                  | D.O.G                                                                  | 2005年3月12日  |
| ×    | ダニーロ・シェウマン         | 5分3R終了 判定0-3                           | 修斗 WANNA SHOOTO 2004                                                 | 2004年11月12日 |
| ○    | アンタナス・ジャズビュティス | 1R 4:10 腕ひしぎ十字固め                    | 修斗                                                                   | 2004年5月3日   |
| ×    | 八隅孝平                     | 1R 1:21 KO（パンチ）                        | 修斗                                                                   | 2003年2月23日  |
| ○    | ナルポン・タックホームシン   | 1R 1:34 腕ひしぎ十字固め                    | DEEP2001 7th IMPACT in DIFFER ARIAKE                                   | 2002年12月8日  |
| ×    | タクミ                       | 5分3R終了 判定0-3                           | 修斗 SHOOTO GIG EAST 10                                                | 2002年8月27日  |
| ×    | 川尻達也                     | 5分2R終了 判定0-3                           | 修斗 WANNA SHOOTO JAPAN 2002                                           | 2002年4月21日  |
| ○    | 杉江"アマゾン"大輔           | 2R 3:44 腕ひしぎ十字固め                    | 修斗 SHOOTO GIG EAST 2001-06                                           | 2001年10月23日 |
| △    | 平山貴一                     | 3分2R終了 時間切れ                          | CLUB CONTENDERS:01 【ORGルール】                                       | 2001年8月15日  |
| ○    | 藤原正人                     | 5分2R終了 判定3-0                           | 修斗 SHOOTO GIG EAST 2001-04                                           | 2001年7月27日  |
| ○    | 竹内幸司                     | 5分2R終了 判定2-0                           | 修斗 SHOOTO TO THE TOP                                                 | 2001年6月30日  |
| △    | 小谷ヒロキ                   | 5分2R終了 判定0-0                           | 修斗 WANNA SHOOTO 2001                                                 | 2001年4月8日   |

### グラップリング
| 勝敗 | 対戦相手                 | 試合結果                           | 大会名                                   | 開催年月日    |
| ×    | マウリシオ・ソウザ       | 3R（4分/4分/2分）終了 ポイント1-15 | DEEP X 02                                | 2007年12月2日 |
| △    | アントニオ・カルバーリョ | 3R（4分/4分/2分）終了 ポイント5-5  | DEEP X                                   | 2007年6月18日 |
| ○    | 岩間朝美                 | 5分2R終了 判定                     | club DEEP - first Challenge in club OZON | 2002年7月14日 |

## 獲得タイトル
- ADCC 2000日本予選 77kg未満級 3位

## 出演

### ゲーム
- 格闘美神 武龍（2006年、実況アナウンサー、実況アナウンサー、司会、ヤクザ）